# Тайнер, Роб
Роберт Дермайнер (англ. Robert Derminer; 12 декабря 1944  — 17 сентября 1991, Беркли, Мичиган,  США), более известный как Роб Тайнер (англ. Rob Tyner) — американский музыкант, вокалист прото-панк-группы MC5. Свой псевдоним Тайнер взял в честь джазового пианиста Маккоя Тайнера.

## Биография

### Карьера
Изначально Тайнер проходил прослушивание в качестве бас-гитариста, но группа, почувствовав его талант вокалиста, решила дать ему место за микрофоном. Сразу после принятия в группу он взял псевдоним Роб Тайнер. Именно ему принадлежит идея названия MC5 (Motor City Five), так как «MC5» звучало как серийный номер, а также очень подходило к детройтской жизни группы, увлекавшейся дрэг-рейсингом и шумной быстрой музыкой.
Наибольшую огласку получил выкрик Тайнера «kick out the jams, motherfuckers» во время концертов MC5, а также на записи их одноимённого дебютного альбома 1969 года, записанного вживую. Эта фраза по тем временам являлась крайне вызывающей, что привело к запрету продажи альбома в крупной сети магазинов Hudson’s. Группа ответила на запрет фразой «Fuck Hudson’s!», напечатанной в собственной газете. Текст заявления сопровождался изображением логотипа лейбла звукозаписи Elektra, без их разрешения, с которым у группы был контракт. В результате чего магазин Hudson’s отказался от продажи любой продукции, выпускаемой Elektra. Вскоре после этого лейбл расторг контракт с группой.
При помощи бывшего менеджера Elektra Дэнни Филдса группа подписала контракт с Atlantic Records. За этот контракт группа получила пять тысяч долларов. Свою тысячу Тайнер потратил на покупку многоместного универсала, на котором группа колесила по стране, в то время как остальные участники купили себе по спортивной машине.
В 1970 году группа выпустила свой второй альбом Back in the USA, являющийся по звуку и текстам более рок-н-ролльным, чем политизированный и жёсткий Kick Out the Jams. Новый альбом продавался намного хуже дебюта и застрял во второй сотне чарта Billboard. В 1971 году выходит третий и последний альбом High Time, тяготеющий больше к хард-року, чем к гаражному рок-н-роллу. Его продажи оказываются ещё хуже, и, вскоре, Atlantic отказывается от группы, а через год MC5 объявляют о своём распаде.
После распада группы Тайнер становится успешным продюсером, менеджером и промоутером различных детройтских групп.
В 1977 году Тайнер объединился с английской группой Eddie and the Hot Rods под названием Robin Tyner & The Hot Rods для записи семидюймового сингла «Till the Night Is Gone (Let's Rock)»/«Flipside Rock». Вместе с ними он объехал Великобританию с туром в поддержку сингла и вышедших в то время переизданий альбомов MC5. По возвращении в США Тайнер собрал группу, названную The New MC5, позже изменившую название на Rob Tyner Band и заложившую основу для проекта Rob Tyner & the National Rock Group, который написал много материала, но так и не приступил к записи. В 1985 году Тайнер выпустил благотворительный альбом в честь ветеранов Вьетнама. В 1990 году вышел альбом Тайнера Blood Brothers, основанный на песенном каталоге проекта National Rock Group. В то же время Тайнер планирует вернуться к активной концертной жизни (в том числе и с ударником Blackfoot Джексоном Спайрсом), однако эти планы так и не воплощаются из-за смерти Тайнера осенью 1991 года.
22 февраля 1992 года, четверо оставшихся в живых участника MC5 впервые за 20 лет объединяются, чтобы дать концерт в память о Робе Тайнере.

### Смерть
17 сентября 1991 года, в родном городе Тайнера Беркли, штат Мичиган, у него случается сердечный приступ. Его отвозят в Госпиталь Бомонта, находящийся в соседнем городе Ройал-Ок, где Тайнер и умирает в возрасте 46 лет, оставив жену Беки и троих детей. Тело Тайнера похоронено на кладбище Roseland Park Cemetery.

## Дискогрфия

### MC5
- Kick Out the Jams (1969)
- Back in the USA (1970)
- High Time (1971)

### Robin Tyner & The Hot Rods
- «Till the Night Is Gone (Let's Rock)» / «Flipside Rock» (1977)

### Сольные альбомы
- Blood Brothers (1990)

## Further reading
- Dennis Thompson (October 29, 2009) Rob Tyner: The MC5 Legend
- David Thomas (1999) The (R)Evolution of Rob Tyner. Future/Now Films
- John Sinclair (May 1967). Robin Tyner interview for The Warren-Forest Sun
- Find-A-Grave biography